# プリ・バード
『プリ・バード』（Pre Bird）は、アメリカ合衆国のジャズ・ミュージシャン、チャールズ・ミンガスが1960年に録音し、1961年にマーキュリー・レコードから発表したスタジオ・アルバム。

## 解説
アルバム・タイトルは「バード（チャーリー・パーカー）以前の音楽」という意味で、ミンガスがパーカーのバンドに加入する前に作ったオリジナル曲や、デューク・エリントン楽団の曲が取り上げられた。なお、「A列車で行こう」には「Exactly Like You」、「ドゥ・ナッシン・ティル・ユー・ヒア・フロム・ミー」には「I Let a Song Go Out of My Heart」がカウンター・メロディとして挿入されている。本作はライムライト・レコードから、『Mingus Revisited』と改題し再発されたこともある。
Ken Drydenはオールミュージックにおいて5点満点中4点を付け「1960年の2回のスタジオ・セッションを収録した本作は、チャールズ・ミンガスによる特に優れた編曲が、幾つか提示されている」と評している。

## 収録曲
特記なき楽曲はチャールズ・ミンガス作。
1. A列車で行こう - "Take the "A" Train" (Billy Strayhorn) - 3:39
2. *Interpretation: "Exactly Like You" (Jimmy McHugh, Dorothy Fields)
3. プレヤー・フォー・パッシヴ・レジスタンス - "Prayer for Passive Resistance" - 3:53
4. エクリプス - "Eclipse" - 3:59
5. ミンガス・フィンガスNO.2 - "Mingus Fingus No. 2" - 3:38
6. ウィアード・ナイトメア - "Weird Nightmare" - 3:39
7. ドゥ・ナッシン・ティル・ユー・ヒア・フロム・ミー - "Do Nothin' Till You Hear from Me" (Duke Ellington, Bob Russell) - 3:39
8. *Interpretation: "I Let a Song Go Out of My Heart" (D. Ellington, Henry Nemo, John Redmond)
9. ビモーナブル・レディ - "Bemoanable Lady" - 4:27
10. ハーフ・マスト・インヒビション - "Half-Mast Inhibition" - 8:14

## 参加ミュージシャン
- チャールズ・ミンガス - ベース
- ロレイン・カズンズ - ボーカル (on #3, #5)
- エリック・ドルフィー - アルト・サクソフォーン、バスクラリネット、フルート
- ユセフ・ラティーフ - テナー・サクソフォーン、フルート
- ブッカー・アーヴィン - テナー・サクソフォーン
- ジョー・ファレル - テナー・サクソフォーン
- テッド・カーソン - トランペット
- ジミー・ネッパー - トロンボーン
- ポール・ブレイ - ピアノ (on #1, #3, #5)
- ローランド・ハナ - ピアノ (on #2, #4, #6, #7, #8)
- ダニー・リッチモンド - ドラムス

下記ミュージシャンは5月24日のセッションのみ参加。
- ガンサー・シュラー - 指揮 (on #8)
- ジョン・ラポルタ - アルト・サクソフォーン、クラリネット
- ビル・バロン - テナー・サクソフォーン
- ダニー・バンク - バリトン・サクソフォーン
- ロバート・ディ・ドメニカ - フルート
- ハリー・シュルマン - オーボエ
- マーカス・ベルグレイヴ、ホバート・ドットソン、クラーク・テリー、リチャード・ウィリアムス - トランペット
- エディ・バート、チャールズ・グリーンリー、スライド・ハンプトン - トロンボーン
- ドン・バターフィールド - チューバ
- スティックス・エヴァンス、ジョージ・スコット - パーカッション
- チャールズ・マクラッケン - チェロ